# John Brown (basket-ball, 1992)
Pour les articles homonymes, voir John Brown (homonymie) et Brown.
John Brown III, né le 28 janvier 1992, à Jacksonville, en Floride, est un joueur américain de basket-ball. Il évolue au poste d'ailier fort.

## Biographie

### Carrière universitaire
Entre 2011 et 2016, il joue pour les Panthers de High Point (en) à l'université de High Point (en).

### Carrière professionnelle

#### Virtus Roma (2016-2017)
Le 23 juin 2016, automatiquement éligible à la draft 2016 de la NBA, il n'est pas sélectionné. Durant l'été 2016, il participe à la NBA Summer League d'Orlando avec les Hornets de Charlotte.
Le 12 août 2016, Brown signe son premier contrat professionnel avec la Virtus Roma en deuxième division d'Italie. En 34 matches durant la saison 2016-2017, il a des moyennes de 19,9 points, 8,1 rebonds, 1,8 passe décisive et 1,9 interception par match.

#### Universo Treviso Basket (2017-2018)
Le 28 juillet 2017, Brown reste en deuxième division italienne et signe avec l'Universo Treviso Basket (en). En 39 matches durant la saison 2017-2018, il a des moyennes de 17,0 points, 6,6 rebonds, 1,2 passe décisive et 1,4 interception par match.

#### New Basket Brindisi (2018-2020)
Le 18 juillet 2018, Brown signe en première division italienne avec le New Basket Brindisi. En 33 matches durant la saison 2018-2019, il a des moyennes de 14,3 points, 6,4 rebonds et 1,5 passe décisive par match.
Le 16 juillet 2019, Brown prolonge son contrat avec New Basket Brindisi. En 21 matches durant la saison 2019-2020, il a des moyennes de 11,8 points, 6,1 rebonds, 1,4 passe décisive et 1,9 interception par match.

#### UNICS Kazan (2020-2022)
Le 9 juillet 2020, Brown part en Russie et signe avec l'UNICS Kazan en VTB United League.
En 31 matches de championnat durant la saison 2020-2021, il a des moyennes de 9,5 points, 5,5 rebonds, 1,6 passe décisive et 2,2 interceptions par match.
Sur la saison d'EuroCoupe, il a des moyennes de 10,8 points, 6,3 rebonds, 1,2 passe décisive et 1,9 interception par match en 24 rencontres. Il est nommé dans le second meilleur cinq majeur de la saison d'EuroCoupe et défenseur de l'année de VTB United League.
Le 28 juin 2021, Brown signe un nouveau contrat de deux ans avec l'UNICS Kazan. En février 2022, il bat de le record d'interceptions sur une saison d'EuroLeague avec 66 interceptions et bat le record de Manu Ginobili de 2001.
Un mois plus tard, il rompt son contrat avec le club russe en raison de l'invasion de l'Ukraine par la Russie.

#### Brescia Leonessa (avril-mai 2022)
Le 11 avril 2022, Brown revient en Italie et signe avec Basket Brescia Leonessa pour la fin de saison 2021-2022. En sept matches de saison régulière, il a des moyennes de 9,3 points, 5,6 rebonds, 1,6 passe décisive et 2,1 interceptions par match.

#### AS Monaco (2022-2024)
Le 26 mai 2022, il s'engage avec l'AS Monaco, club évoluant dans le championnat de France et en Euroligue pour les deux prochaines saisons. Nommé défenseur de l'année du championnat de France 2023-2024, il quitte le club de la principauté à l'issue de la saison.

#### Étoile rouge de Belgrade (depuis 2024)
Le 9 décembre 2024, Brown signe avec l'Étoile rouge de Belgrade pour une saison, plus une autre en option.

## Palmarès

### Universitaire
- 2× AP Honorable Mention All-American en 2014 et 2016
- 2× Big South joueur de l'année en 2014 et 2016
- 4× First-team All-Big South en 2013, 2014, 2015, 2016
- Big South défenseur de l'année en 2016
- Big South Freshman de l'année en 2013

### En club
Monaco :
- Champion de France en 2023 et 2024
- Vainqueur de la Coupe de France en 2023

### Distinctions personnelles
- Nommé dans le deuxième meilleur cinq majeur d'EuroCoupe en 2021
- Défenseur de l'année de VTB United League en 2021
- Meilleur intercepteur d'EuroLeague en 2022
- Meilleur intercepteur du championnat italien en 2020
- Meilleur défenseur du championnat de France 2023-2024

## Statistiques

### Universitaires
| Saison    | Équipe          | Matchs   | Titul.   | Min./m   | % Tir    | % 3pts   | % LF     | Rbds/m.  | Pass/m.  | Int/m.   | Ctr/m.   | Pts/m.   |
| --------- | --------------- | -------- | -------- | -------- | -------- | -------- | -------- | -------- | -------- | -------- | -------- | -------- |
| 2011-2012 | High Point (en) | Redshirt | Redshirt | Redshirt | Redshirt | Redshirt | Redshirt | Redshirt | Redshirt | Redshirt | Redshirt | Redshirt |
| 2012-2013 | High Point      | 28       | 28       | 25,9     | 51,9     | 0,0      | 66,2     | 6,11     | 0,68     | 1,71     | 1,21     | 16,43    |
| 2013-2014 | High Point      | 31       | 31       | 31,8     | 54,5     | 0,0      | 74,5     | 7,71     | 1,94     | 1,52     | 1,65     | 19,45    |
| 2014-2015 | High Point      | 32       | 29       | 31,1     | 55,0     | 0,0      | 75,6     | 6,00     | 1,22     | 1,22     | 1,03     | 19,28    |
| 2015-2016 | High Point      | 28       | 28       | 29,6     | 60,2     | 100,0    | 70,1     | 7,11     | 2,21     | 1,71     | 1,75     | 19,61    |
| Carrière  | Carrière        | 119      | 116      | 29,7     | 55,4     | 8,3      | 71,9     | 6,73     | 1,51     | 1,53     | 1,40     | 18,73    |